# Diecezja Banmaw
Diecezja Banmaw (łac. Diœcesis Banmavensis) – rzymskokatolicka diecezja w Mjanmie. Powstała w 2006 z części terenu diecezji Myitkyina. Pierwszym biskupem został Raymond Sumlut Gam.

## Główne świątynie
- Katedra: Katedra św. Patryka w Bhamo

## Biskupi diecezjalni
- Raymond Sumlut Gam (od 2006)